# Íñigo Arista
Eneko Aritza ili Íñigo Arista (781. – 852.) bio je prvi kralj Pamplone. Smatra se osnivačem dinastije Íñiguez.
Bio je sin Íñiga Jimeneza i Honece. Kada mu je umro otac, majka se preudala za Musu ibn Fortuna iz arapske obitelji Banu Qasi iz Tudele, jednog od gospodara doline Ebra, uz čiju se pomoć dokopao prijestolja. Ovaj brak je Íñigu donio znatna područja. Obitelj Banu Qasi je držala pod kontrolom plodne doline Ebra od Tafalle (Navara) do okoline Zaragoze.
Dolazak prvog navarskog kralja nije prošao bez poteškoća. Među kršćanskim stanovništvom koje je bilo u manjini, neki su davali prednost franačkoj lozi - prvo Karla Velikog, a onda i Luja Pobožnog. Bogata kršćanska obitelj Velasco je predvodila ovu struju.
Godine 799., karolinške pristalice su ubile guvernera Pamplone, Mutarifa ibn Musu iz obitelji Banu Qasi. Godine 806. Franci kontroliraju Navaru preko jednog člana obitelji Velasco kao guvernera. Godine 812. Ludovik I. Pobožni je poslao jednu ekspediciju protiv Pamplone. No, ekspedicija je neslavno završila, jer su za taoce uzimane žene i djeca kako bi se zaštitili pri prolazu kroz Roncesvalles (Navara).
Godine 824. grofovi Elbe i Aznár upućuju drugu ekspediciju protiv Pamplone, ali Íñigo ih pobjeđuje uz pomoć Muse ibn Fortuna i Garcíje I. Galíndeza. Nakon te pobjede, Íñigo Arista postaje kralj Pamplone. Eulogio od Córdobe ga naziva kršćanskim princem (lat. Christicolae princeps).
Kraljevina Pamplona (koja će kasnije postati kraljevina Navara), rođena je iz čvrstog saveza između muslimana i kršćana. Zbog tog saveza, Pamplona se borila na strani Banu Qasija zajedno s Omejama iz Kordobskog kalifata što je prouzrokovalo represalije Abd al-Rahmana protiv Pamplone.
Godine 841. Íñigo je teško obolio, pa kasnije ostaje i paraliziran. Njegov sin, García Íñiguez je postavljen kao regent. Politika savezništva se nastavlja i njegova kćerka Assona se udaje za Musu ibn Musu ibn Fortuna.

## Djeca
- Assona Íñiguez, udala se za očeva polubrata Mūsu ibn Mūsā ibn Fortún ibn Qasija
- García Íñiguez, budući kralj
- Galindo Íñiguez